# Tschlin
Tschlin ([tʃlin]ⓘ; deutsch und bis 1943 offiziell Schleins) ist eine Ortschaft in der Unterengadiner Gemeinde Valsot im Schweizer Kanton Graubünden.
Bis Ende 2012 war Tschlin eine eigenständige Gemeinde. Auf den 1. Januar 2013 schloss es sich mit der Gemeinde Ramosch zur Gemeinde Valsot zusammen.

## Geographie

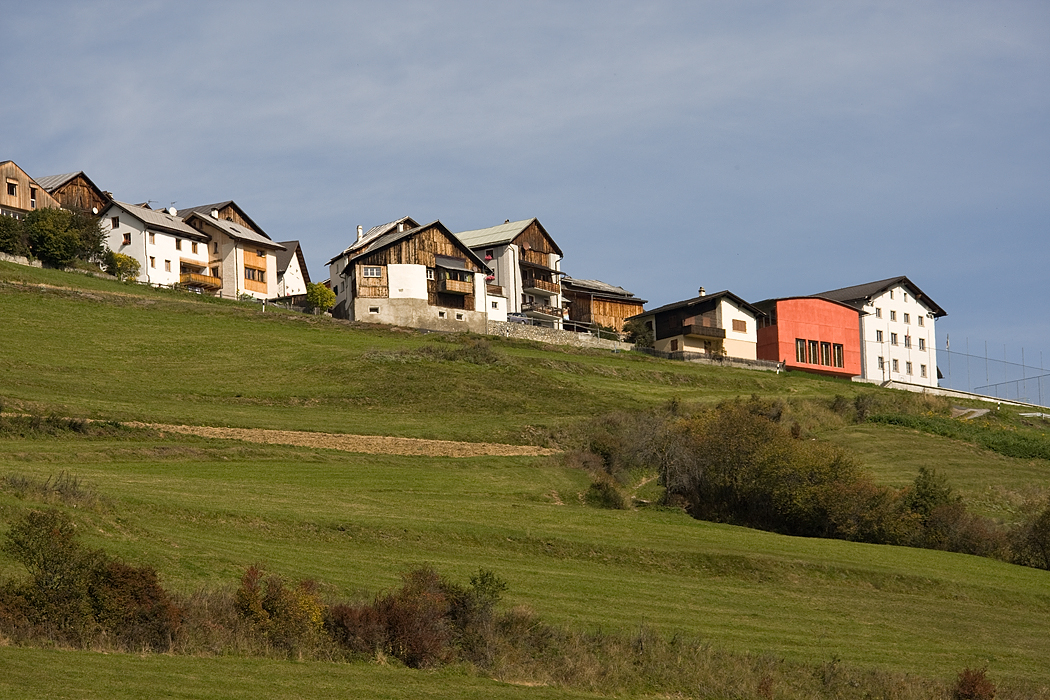
Tschlin liegt auf einer Terrasse im Unterengadin

Das Dorf Tschlin liegt im Unterengadin auf 1533 m ü. M. auf einer Terrasse links des Inns. Zum Ort Tschlin gehört auch die Fraktion Martina mit der Ortschaft Vinadi sowie die Fraktion Strada mit der Ortschaft Chaflur und dem Weiler Sclamischot.
Zum Gemeindegebiet gehört die Val Sampuoir. Sie liegt orografisch im Engadiner Seitental von Samnaun.

## Name
Der Name dieses erstmals um 1200 in Aufzeichnungen des Klosters St. Mang in Füssen als Silîs erwähnten Dorfes bedeutet ursprünglich ein Gebäude, das von einer Mauer umgeben ist. Die deutschsprachige Form Schleins entspricht der Tiroler Lautentwicklung, was im Unterengadin nicht überrascht.

## Geschichte

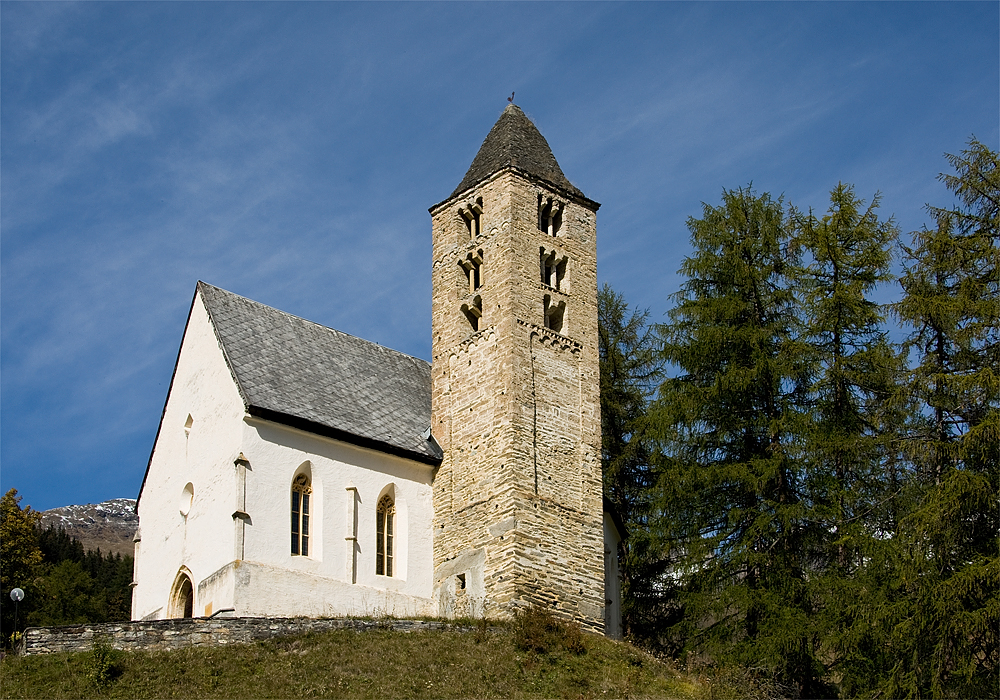
Kirche San Plansch

In Tschlin gab es Bronze- und eisenzeitliche Funde.
Im 10. Jahrhundert schenkte Bischof Hildibald dem Domkapitel in Chur einen Hof in Tschlin. Im Hochmittelalter war Tschlin vom Grosshof in Ramosch abhängig; aufgrund der zwei romanischen Kirchen ist von dieser Zeit an ein reges Leben zu vermuten. Die Kirche San Plansch (St. Blasius) wurde 1515 als gotischer Bau neu errichtet, vielleicht von Bernardo da Poschiavo. Von der Kirche St. Johann Baptista (Johannes der Täufer) steht seit dem Dorfbrand von 1856 nur noch der Turm. Das Datum der kirchlichen Trennung Tschlins von Ramosch ist unbekannt. Die Reformation wurde 1545 eingeführt. 1574 bis 1582 wirkte der Reformator und Historiker Ulrich Campell in Tschlin.

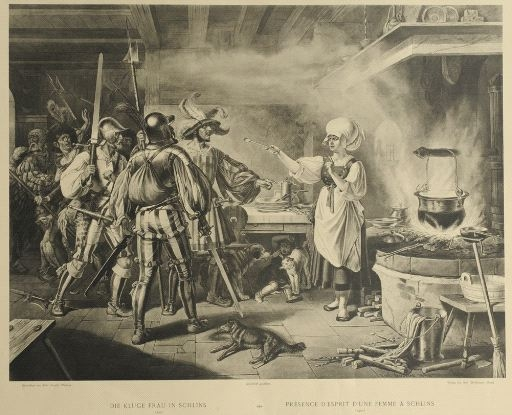
Duonna Lupa vor den habsburgischen Soldaten nach einer Illustration von Karl Jauslin

Luftbild von Werner Friedli (1954)

Im Spätmittelalter stiessen Tschlin und Ramosch zur Erschliessung neuer Weidegebiete in die Täler Samnaun und Paznaun vor. 1499 bewahrte Duonna Lupa Tschlin angeblich mit einer List vor der Zerstörung durch ein österreichisches Aufgebot. Sie behauptete, eidgenössische Truppen seien im Anmarsch. Im Dreissigjährigen Krieg während der Bündner Wirren fügten Alois Baldirons Truppen dem Ort 1621 bis 1622 grosse Schäden zu. 1652 erfolgte der Loskauf von Österreich. Ab 1854 bildete Tschlin eine eigene Gemeinde.
Der Novellaberg und die rechte Flanke des Samnauntales, insgesamt 18 Quadratkilometer des heutigen Gebietes von Tschlin bzw. Valsot, waren seit Beginn der Neuzeit umstrittenes Territorium. Erst 1868 schlug ein Staatsvertrag zwischen Österreich und der Schweiz das umstrittene Gebiet endgültig zur Schweiz.
Bis ca. Mitte des 20. Jahrhunderts war der Ackerbau wichtig, danach überwog die Milch- und Fleischproduktion. Vom 15. bis ins 19. Jahrhundert verkaufte der Ort grosse Mengen Holz an die Salinen von Hall im Tirol, die auf dem Schergenbach und dem Inn geflösst wurden. Ende 17. Jahrhundert bestand eine Buchdruckerei, die dann nach Strada verlegt wurde. Tschlin hat Anteil am Zollausschlussgebiet von Samnaun und verfügt in Acla da Fans über entsprechende Einkaufsmöglichkeiten. 2005 stellte der erste Wirtschaftssektor immer noch 33 Prozent der Arbeitsplätze.
Am 21. Oktober 2011 stimmten die getrennt tagenden Gemeindeversammlungen von Ramosch und Tschlin einem Fusionsvertrag zu; dieser wurde im April 2012 vom Kantonsparlament gebilligt. Der Zusammenschluss der beiden Gemeinden unter dem Namen Valsot trat am 1. Januar 2013 in Kraft.

## Wappen
| Wappen von Tschlin | Blasonierung: «In Silber (Weiss) ein aufrechter schwarzer, rot bewehrter Steinbock, einen schwarzen Hechel (Kamm) tragend»                                                               |
| Wappen von Tschlin | Ein Gemeindesiegel aus dem Jahr 1591 zeigt den Steinbock als Wappen des Gotteshausbundes. Die Hechel ist das Sinnbild des Martyriums des Heiligen Blasius, des örtlichen Kirchenpatrons. |

## Bevölkerung
| Bevölkerungsentwicklung | Bevölkerungsentwicklung | Bevölkerungsentwicklung | Bevölkerungsentwicklung | Bevölkerungsentwicklung | Bevölkerungsentwicklung | Bevölkerungsentwicklung | Bevölkerungsentwicklung | Bevölkerungsentwicklung | Bevölkerungsentwicklung |
| ----------------------- | ----------------------- | ----------------------- | ----------------------- | ----------------------- | ----------------------- | ----------------------- | ----------------------- | ----------------------- | ----------------------- |
| Jahr                    | 1835                    | 1850                    | 1900                    | 1930                    | 1950                    | 1980                    | 1990                    | 2000                    | 2012                    |
| Einwohner               | 665                     | 571                     | 553                     | 648                     | 590                     | 431                     | 515                     | 392                     | 429                     |

### Sprachen
In Tschlin spricht die Einwohnerschaft Vallader, eine bündnerromanische Mundart. Von 1880 bis 1980 blieben die Sprachanteile nahezu unverändert (1880 87 %, 1910 81 %, 1941 84 % und 1970 83 % Romanischsprachige), und auch im Jahr 2000 verstanden noch 85 % der Bewohner Romanisch, das bis jetzt einzige Behörden- und Schulsprache geblieben ist. Die Entwicklung der letzten Jahrzehnte zeigt folgende Tabelle:
| Sprachen      | Volkszählung 1980 | Volkszählung 1980 | Volkszählung 1990 | Volkszählung 1990 | Volkszählung 2000 | Volkszählung 2000 |
| Sprachen      | Anzahl            | Anteil            | Anzahl            | Anteil            | Anzahl            | Anteil            |
| ------------- | ----------------- | ----------------- | ----------------- | ----------------- | ----------------- | ----------------- |
| Deutsch       | 64                | 14,85 %           | 130               | 25,24 %           | 100               | 25,51 %           |
| Rätoromanisch | 362               | 83,99 %           | 313               | 60,78 %           | 280               | 71,43 %           |
| Italienisch   | 4                 | 0,93 %            | 33                | 6,41 %            | 3                 | 0,77 %            |
| Einwohner     | 431               | 100 %             | 515               | 100 %             | 392               | 100 %             |

Im Jahr 2000 waren die zwei häufigsten Sprachen in Tschlin Romanisch und Deutsch.

### Herkunft und Nationalität
Von den Ende 2005 431 Bewohnern waren 411 Schweizer Staatsangehörige.

## Wirtschaft
Die Haupterwerbszweige sind die Landwirtschaft und das Dienstleistungsgewerbe, unter anderem der Zoll und die Grenzwacht.
Von 2004 bis 2016 produzierte in Tschlin die Brauerei Bieraria Tschlin das «Biera Engiadinaisa», 2016 zog sie nach Martina um.  2017 nahm die Alpenbrauerei GIRUN ihren Betrieb in Tschlin auf.
Etwa 10 Kilometer nördlich des Dorfes Tschlin, ebenfalls auf dem Gemeindegebiet, steht das grosse, zollfreie Einkaufszentrum Acla da Fans im Zollausschlussgebiet Sampuoir.
Viele Arbeitnehmer arbeiten im nahegelegenen Scuol.

## Verkehr

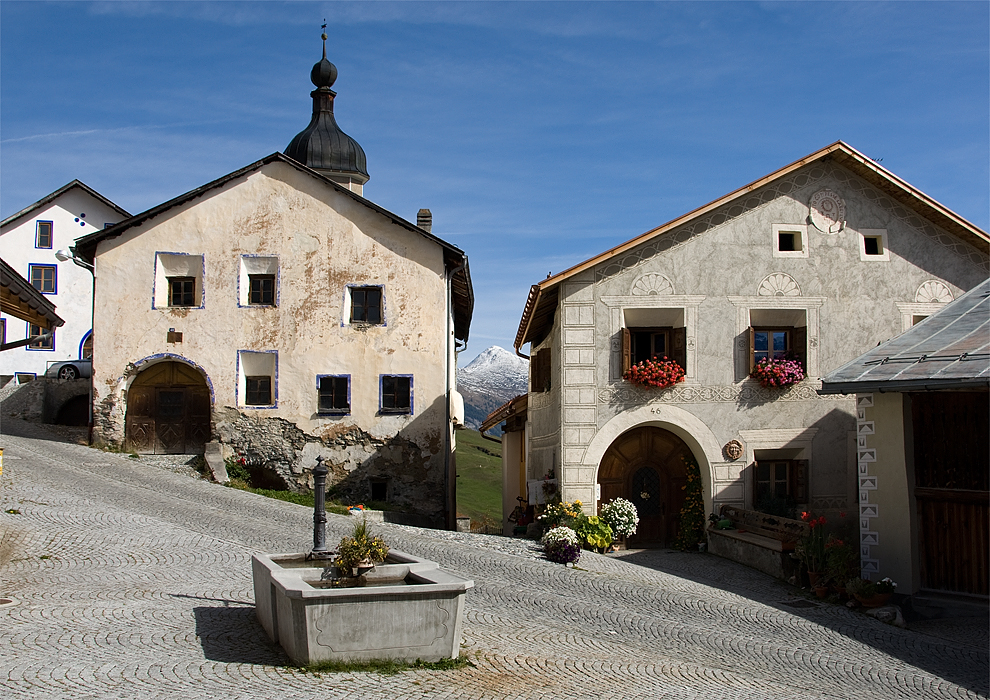
Dorfzentrum mit Brunnen

Tschlin wird von der Postautolinie Strada – Tschlin bedient, einer Stichlinie der Linie Scuol – Martina (– Landeck (Österreich)).

## Kultur und Sehenswürdigkeiten

### Sehenswürdigkeiten

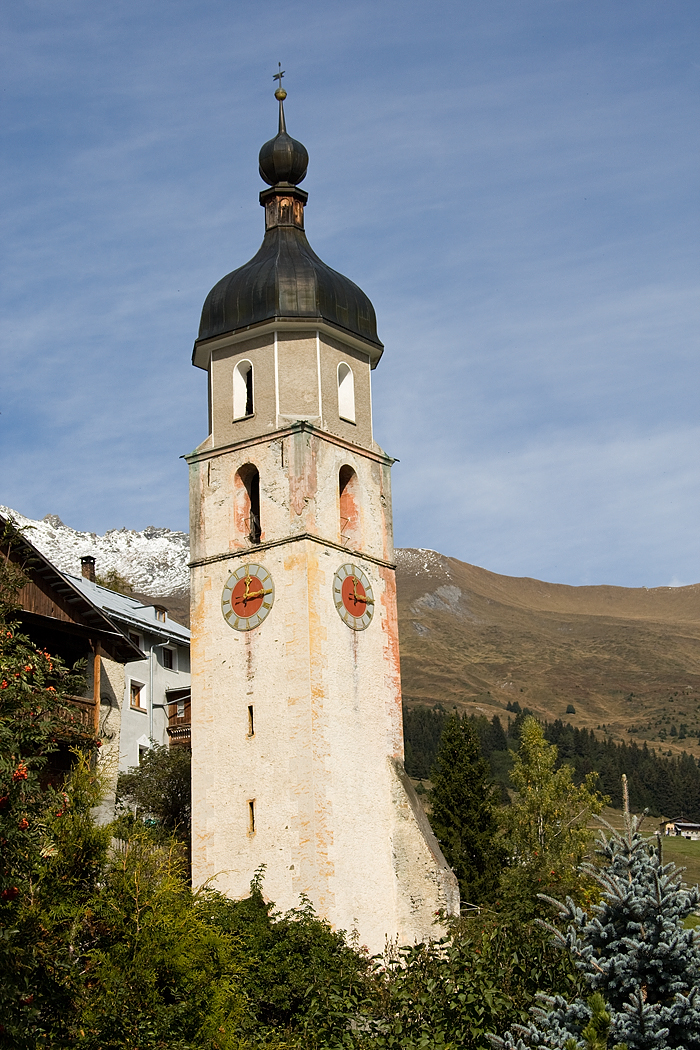
Kirchturm San Jon

Tschlin ist im Inventar der schützenswerten Ortsbilder der Schweiz aufgeführt.
- Die reformierte, spätgotische Kirche San Plasch wurde 1515 aus den Schiffsmauern der vormaligen Kirche gebaut. Die Wandmalereien stammen aus dem frühen 16. Jahrhundert.
- Der Duonna-Lupa-Brunnen wurde 1960 erstellt.
- Mehrzweckhalle von Andrea Deplazes und Valentin Bearth[7]

### Kultur
In der Tradition der Übernamen der Engadiner Dörfer heissen die Tschliner ils tschiainders, zu deutsch «die Zigeuner». Aus Tschlin stammt die Volksmusikgruppe Ils Fränzlis da Tschlin.

## Persönlichkeiten
- Ulrich Campell (1510–1582), Reformator, Chronist, Kirchenlieddichter und Mitbegründer des Vallader, 1574–1582 evangelisch-reformierter Pfarrer in Tschlin
- Juan Scharplaz, Geschäftsführer der Schokoladefabrik Fullié in Caracas, schweizerischer Honorarkonsul in Venezuela 1911–1913
- Ils Fränzlis da Tschlin, Volksmusikgruppe aus dem Unterengadin, dabei
  - Curdin Janett (* 1953), Schweizer Volks- und Jazzmusiker
  - Domenic Janett (* 1949), Schweizer Musiker und Musiklehrer